# Scenopinus cornutus
Scenopinus cornutus är en tvåvingeart som beskrevs av Kelsey 1981. Scenopinus cornutus ingår i släktet Scenopinus och familjen fönsterflugor.
Artens utbredningsområde är Egypten. Inga underarter finns listade i Catalogue of Life.